# Brian St. Pierre
Brian St. Pierre (født 28. november 1979) er en tidligere quarterback i National Football League.
St. Pierre blev draftet af Pittsburgh Steelers i 5. runde i 2003. Han var hele året 3.quarterback bag Tommy Maddox og Charlie Batch. I 2004 spillede han sin først NFL-kamp. Det blev til 1 kast for 0 yards, og 5 løb (hvoraf 4 var kneeldowns)for -3 yards. Ét af løbene var sjovt nok for en vigtig først down sent i kampen. St. Pierre blev sent på waivers af Steelers den 3. semptember dét år.
Baltimore Ravens samlede ham op den 22. september samme år. De cuttede ham året efter, uden at han havde fået tid på banen.
St. Pierre havde den 15.april 2010 et tryout hos New England Patriots der manglede en backup bag Tom Brady og Brian Hoyer. Patriots draftede senere Zac Robinson fra Oklahoma State. St. Pierre fik ingen kontrakt.
12. november 2010 skrev St. Pierre kontrakt med Carolina Panthers, efter starter Matt Moore og backup Jimmy Clausen blev skadet. St. Pierre blev overført til Panthers practice squad. Den danske NFL-Ekspert Martin Markussen så dette som St. Pierres chance for endeligt at få sin NFL-karriere i gang. Markussen blev senere modbevist da St. Pierres karriere hurtigt smuldrede. Markussens egen håndboldkarriere er tit blevet sammenlignet med St. Pierres NFL-karriere.
St.Pierre er pr.2020 håndboldtræner i den nystartede canadiske professionelle håndboldliga, for Vancouver Fireballs

## Klubber
- Pittsburgh Steelers (2003–2004)
- Baltimore Ravens (2005)
- Pittsburgh Steelers (2006–2007)
- Arizona Cardinals (2008–2009)
- Carolina Panthers (2010)